# هيئة الأوراق المالية والسلع
هيئة الأوراق المالية والسلع، هي هيئة تنظيمية ورقابية مستقلة، تتمتع بكافة الصلاحيات الرقابية والإشرافية والتنفيذية على السوق المالي وسوق السلع وفقاً لأحكام القانون ولائحته التنفيذية، في عام 2000 أصدر الشيخ زايد بن سلطان آل نهيان مؤسس دولة الإمارات العربية المتحدة قرار رقم (4) لعام 2000 «بموجب القانون الإتحادي» بتأسيس هيئة الأوراق المالية والسلع، ليكون عام 2000 نقلة نوعية في مسيرة قطاع الأوراق المالية، يهدف إلى إرساء دعائم البُنية الأساسية للأسواق المالية والسلع، وتلحق بوزير الاقتصاد ومقرها الرئيسي في إمارة أبوظبي وللهيئة أن تنشئ فروعًا أو مكاتب تابعة لها لمباشرة مهام الإشراف والرقابة على الأسواق.
تتمتع الهيئة بالشخصية الاعتبارية والاستقلال المالي والإداري وتتمتع بكافة الصلاحيات الرقابية والإشرافية والتنفيذية اللازمة لممارسة مهامها وفقًا لأحكام القانون والأنظمة الصادرة تنفيذًا له.

## تاريخ
تأسست هيئة الأوراق المالية والسلع بموجب القانون الاتحادي رقم (4) لسنة 2000 الذي أصدره الشيخ زايد بن سلطان آل نهيان كأول تشريع للأوراق المالية في دولة الإمارات العربية المتحدة، وكان اسمها في البداية هيئة وسوق الإمارات للأوراق المالية والسلع . تأسس بعد فترة وجيزة وفي نفس العام أول سوقين للبورصة وهما سوق أبو ظبي للأوراق المالية وسوق دبي المالي.
في عام 2004، تأسست هيئة دبي للخدمات المالية، وهي السلطة التنظيمية الوحيدة للمنطقة الاقتصادية الحرة لمركز دبي المالي العالمي، وتضم بورصات مستقلة مثل ناسداك دبي خارج سيطرة هيئة الأوراق المالية والسلع.
في عام 2006، أصدر رئيس دولة الإمارات العربية المتحدة خليفة بن زايد آل نهيان القانون رقم 25 لسنة 2006 بتعديل بعض أحكام القانون السابق، وإلغاء شرط تمثيل مجلس الإدارة لمختلف الدوائر الحكومية وتخفيض عدد أعضاء مجلس الإدارة من 8 أعضاء إلى 5 أعضاء، بالإضافة إلى توسيع نطاق إلزام أعضاء مجلس الإدارة بالإعلان عن أي أوراق مالية أو أسهم يملكونها، أو الأسهم المملوكة لعائلة عضو مجلس الإدارة وأولاده القصر.

## روابط خارجية
الموقع الرسمي ل هيئة الأوراق المالية والسلع